# Hậu Triệu
Hậu Triệu (tiếng Trung giản thể: 后赵, phồn thể: 後趙, bính âm: Hòuzhào; 319-352) là một quốc gia thuộc Ngũ Hồ thập lục quốc trong thời Đông Tấn (265-420) tại Trung Quốc. Nhà nước này do họ Thạch thuộc bộ lạc Yết thành lập, quốc hiệu là Triệu, còn gọi là Thạch Triệu để phân biệt với Hán Triệu của người Hung Nô.

## Thành lập
Nước Hậu Triệu thành lập trên cơ sở quân sự lớn mạnh của Thạch Lặc, một tướng của Hán Triệu - quốc gia mở đầu sự xâm chiếm trung nguyên của Ngũ Hồ.
Xuất thân là người Yết ở huyện Võ Hương, quận Thượng Đảng, Tinh Châu (Sơn Tây) bị bắt bán làm nô lệ từ bé vào thời Tây Tấn, làm chăn ngựa, nên quen với Ngập Tan. Tên họ Thạch Lặc là do Ngập Tan đặt. Trong thời buổi hỗn loạn cuối triều Tây Tấn, Ngập Tan, Thạch Lặc lập thành băng cướp, sau đó gia nhập cánh quân của Công Sư Phiên, thuộc phe phái Thành Đô Vương Tư Mã Dĩnh.
Năm 306, Tư Mã Dĩnh bị Tư Mã Hao thuộc phe Đông Hải Vương Tư Mã Việt giết ở Nghiệp Thành, Công Sư Phiên khởi quân báo thù, song thua trận và chết. Ngập Tan tiếp diễn và chiếm Nghiệp Thành, giết Tân Thái Vương Tư Mã Đằng báo thù cho Tư Mã Dĩnh. Tư Mã Việt phái Cẩu Hi tái chiếm Nghiệp Thành, giết Ngập Tan. Thạch Lặc trốn theo vua nhà Hán là Lưu Uyên.

### Diệt Tấn
Lưu Uyên nhận Thạch Lặc vào hàng ngũ. Đến năm 309, để mở rộng chiến tuyến với triều Tấn, Lưu Uyên sai Thạch Lặc tự thống lĩnh một cánh quân riêng đánh phá xuống các quận Cự Lộc, Thường Sơn (Hà Bắc). Lúc này, quân đội Thạch Lặc bắt đầu tổ chức có quy mô hơn; ông thu dụng một số nhân sĩ người Hán trốn tránh loạn lạc, trong đó có Trương Tân, được ông dùng làm mưu sĩ. Trong thời kỳ này, Thạch Lặc dẫn một cánh quân di động đánh cướp những nơi chính quyền Tây Tấn suy yếu từ Hà Bắc xuống đến phía bắc sông Hoài.
Năm 311, Đông Hải Vương Tư Mã Việt chết, phe cánh đưa tang về Đông Hải (Sơn Đông) bằng cánh quân chính quy còn lại của triều Tây Tấn. Trên đường đi, cánh quân này bị Thạch Lặc vây đánh tiêu diệt, con cháu họ Tư Mã cùng số lớn nhân sĩ của triều Tây Tấn bị bắt giết. Sau sự kiện này, Lạc Dương gần như không còn phòng thủ.
Năm 310, Lưu Uyên chết, con là Lưu Thông kế vị. Năm 311, Thạch Lặc được lệnh phối hợp với cánh quân của Vương Di, vốn cũng là một cánh quân độc lập đang hoạt động mạnh ở Sơn Đông, và một cánh quân Hán Triệu kéo xuống từ kinh đô Bình Dương cùng đánh kinh đô Lạc Dương của nhà Tấn. Lạc Dương thất thủ, Tấn Hoài Đế bị bắt đưa về Bình Dương.

### Diệt Vương Di
Thạch Lặc và Vương Di tuy trên danh tiếng là bề tôi nhà Hán, song mỗi người đều đã có tư tưởng tự quyền, và e dè thế lực của nhau nên đã bắt đầu ngầm toan tính thôn tính nhau. Lưu Thôn, vốn là một quan lại triều Tấn, khuyên Vương Di tiêu diệt Thạch Lặc. Vương Di sai Lưu Thôn đến Thanh Châu trưng viện bộ tướng của mình là Tào Nghi vốn đang cát cứ ở đấy. Trên đường, Lưu Thôn bị Thạch Lặc bắt, âm mưu vì thế bại lộ. Thạch Lặc bày mưu mời Vương Di đến hội họp rồi bắt giết Di, thu phục thuộc hạ Vương Di. Lưu Thông dù biết Lặc chuyên quyền nhưng không còn chế ngự được.
Thạch Lặc bắt đầu xây căn cứ ở Tương Quốc (nay thuộc thành phố Thạch Gia Trang), Hà Bắc.

### Diệt Vương Tuấn
Lạc Dương tuy bị Hán chiếm, song một số nơi vẫn còn các thế lực cát cứ là chính quyền cũ triều Tây Tấn. Phía tây căn cứ Thạch Lặc, ở Tinh Châu (Thái Nguyên), có Lưu Côn; phía đông bắc của Thạch Lặc, có Vương Tuấn đang cát cứ U Châu.
U Châu Vương Tuấn nhờ sự hỗ trợ của bộ lạc họ Đoàn người Tiên Ty, nên thế lực mạnh mẽ. Thạch Lặc mấy lần giao chiến đều bị kỵ binh họ Đoàn đánh bại. Song nhờ may mắn, ông bắt được một trong số các đầu lĩnh họ Đoàn, và thông qua người đó, ông kết liên với bộ tộc họ Đoàn và ly gián họ từ Vương Tuấn. Thạch Lặc còn giả vờ thuần phục, khuyên Vương Tuấn xưng đế để Tuấn nới phòng bị. Năm 314, Thạch Lập đem quân đánh úp Kế Thành, bắt sống Vương Tuấn rồi giết đi. Thạch Lặc trở thành thế lực quân sự duy nhất còn tồn tại ở cả vùng bình nguyên Hà Bắc, ông bắt đầu đánh chiếm đất đai và thành lập chính quyền cai trị có hệ thống.

### Thành lập nhà Hậu Triệu
Năm 316, em họ Lưu Thông là Lưu Diệu đánh hạ kinh đô Trường An, tiêu diệt nhà Tây Tấn. Song thực chất thì chính quyền trung ương nhà Hán ở Bình Dương yếu kém, không kiềm chế được các thế lực độc lập trên danh tiếng thuộc quyền chỉ huy của mình như Thạch Lặc, Lưu Diệu, Tào Nghi. Năm 318, Lưu Thông chết, con là Lưu Xán kế vị, bị cha vợ Lưu Thông là Cận Chuẩn giết chết, cướp ngôi. Thạch Lặc từ phía đông, Lưu Diệu từ phía tây, đều cất quân đến đánh Bình Dương. Lưu Diệu xưng đế hiệu, mua chuộc Thạch Lặc bằng tước Triệu Công, chức Đại Tư Mã, Đại tướng Quân để Thạch Lặc khỏi ngã theo Cận Chuẩn.
Thạch Lặc tấn công Bình Dương. Cận Chuẩn sai Bốc Thái mang xe ngự, áo bào ra dâng để cầu hòa. Thạch Lặc lại sai Thái mang sang Lưu Diệu, nhằm tỏ cho Lưu Diệu biết người trong thành Bình Dương không có ý theo Diệu, mong Diệu thất vọng tự bãi binh. Nhưng Lưu Diệu ngầm ăn thề với Bốc Thái, sai Thái quay về Bình Dương phủ dụ đầu lĩnh các bộ tộc (Đồ Các). Thạch Lặc ngầm đoán Lưu Diệu và Bốc Thái có thông đồng, muốn giết Thái và buộc Bình Dương phải tức khắc đầu hàng. Thuộc hạ của Thạch Lặc can gián, giải thích rằng nếu giết Bốc Thái thì Cận Chuẩn sẽ không dám đầu hàng, tốt hơn cho Thái trở lại Bình Dương làm điều Lưu Diệu muốn, Cận Chuẩn sợ chết sẽ mở thành đầu hàng Thạch Lặc. Thái về Bình Dương hợp mưu với một số bộ tướng của Cận Chuẩn giết Chuẩn, lập con Chuẩn là Cận Minh lên làm Minh chủ, còn Thái đem ngọc tỷ đến giao cho Lưu Diệu (để chứng tỏ Bình Dương muốn đầu hàng Lưu Diệu chứ không phải Thạch Lặc). Thạch Lặc bèn tấn công Bình Dương, Lưu Diệu sai Lưu Sướng dẫn quân cứu Bình Dương. Thạch Lặc nới vòng vây ở phía tây, Cận Minh bèn dẫn người bỏ thành chạy theo Lưu Diệu. Thạch Lặc chiếm được Bình Dương bèn cho tiêu hủy hết cung điện nhà Hán. Chuyển hết của cải quý báu về Tương Quốc.
Năm 319, Thạch Lặc chính thức ly khai từ Lưu Diệu, tự xưng Đại Thiền Vu, thành lập nhà Hậu Triệu.

## Xây dựng quốc gia, thống nhất phương bắc

### Xây dựng quốc gia
Thạch Lặc tuy xuất thân vô học, không biết chữ nhưng rất coi trọng việc giáo dục. Ông trọng dụng nhiều nhân sĩ người Hán, dùng các nho sinh giảng bài đọc sách cho mình. Bên ngoài, Thạch Lặc khuyến khích học tập, thưởng lụa cho người học giỏi.
Thạch Lặc khuyến khích việc đồng áng, bỏ bớt luật phức tạp và nghiêm khắc của nhà Tấn, ban luật giản đơn hơn. Nhiều quan lại thanh liêm, đức độ được Thạch Lặc trọng dụng và do đó thu phục được lòng dân. Nước Hậu Triệu trở nên giàu mạnh.

### Mở rộng lãnh thổ, tiêu diệt Tiền Triệu
Tình hình phương bắc sau khi Thạch Lặc và Lưu Diệu lên ngôi vẫn rất rối ren. Ngoài hai nước Triệu còn có Tào Nghi ở Tề - Lỗ, Nam Dương Vương Tư Mã Bảo nhà Tấn ở Thượng Khuê, Trương Mậu nước Tiền Lương phía Tây của Tiền Triệu; Dương Nan Địch ở Vũ Đô. Khi Thạch Lặc giết Vương Tuấn và rút về Tương Quốc thì Đoàn Thất Đạn chiếm U châu, tướng Thiều Tục nhà Tấn chiếm giữ Ký châu chống Ngũ Hồ.
Năm 319, Thạch Lặc sai Khổng Tràng mang quân đánh họ Đoàn. Đoàn Thất Đạn thua chạy sang Ký châu với Thiều Tục. Năm 320, Thạch Lặc tấn công Ký châu, chia quân cho Thạch Hổ tấn công thành Khánh Thứ. Quân Thiều - Đoàn chia nhau ra địch bị thua to, phải rút vào thành cố thủ.
Năm 321, Thạch Hổ hạ thành Khánh Thứ, bắt sống tướng Đoàn Văn Ương, Ký châu nguy cấp. Đoàn Thất Đạn định phá vây chạy sang hàng Đông Tấn nhưng em Thiều Tục là Thiều Lệ muốn hàng Hậu Triệu nên bắt Thất Đạn, mở cửa thành đầu hàng. Thạch Lặc vào thành giết chết anh em Thiều Tục và Đoàn Thất Đạn. Từ lúc đó các châu U, Tinh, Ký phía bắc mới hoàn toàn thuộc về Hậu Triệu.
Sau khi Tổ Địch chết (321), Hậu Triệu cũng không còn phải đương đầu với lực lượng bắc phạt hùng mạnh của Đông Tấn. Năm 322, Thạch Lặc ra quân đánh hạ quận Thái Sơn (Sơn Đông), thứ sử Duyện châu của Đông Tấn là Hy Giám rút về Hợp Phì; em Tổ Địch là Tổ Ước ở Dự châu cũng bỏ thành chạy về Thọ Xuân.
Năm 323, Hậu Triệu tấn công Bành Thành, Hạ Phì. Thứ sử Từ châu nhà Tấn là Biện Đôn bỏ chạy về Vu Thai. Tới năm 325, Hậu Triệu chiếm nốt các thành trì phía bắc sông Hoài của nhà Tấn. Từ đó, Hậu Triệu và Đông Tấn lấy sông Hoài làm ranh giới.
Ở phía đông, Thạch Hổ được sai lo đánh Tào Nghi. Năm 323, Thạch Hổ vây đánh Tào Nghi ở Quảng Cố. Tào Nghi không chống nổi phải đầu hàng, nhưng sau đó vẫn bị giết.
Cả vùng rộng lớn phía đông, từ Hoài Bắc trở lên thuộc về Hậu Triệu; chỉ còn họ Mộ Dung người Tiên Ty ở Liêu Đông và tàn dư họ Đoàn, họ Vũ Văn ở phía đông Liêu Đông.
Trong khi đó, Lưu Diệu cũng mang quân chinh phạt các thế lực cát cứ phía tây. Năm 320, Lưu Diệu ra quân diệt lực lượng của Tư Mã Bảo và thủ hạ của Bảo là Trần An ở Thượng Khuê; Trương Mậu ở Lương và Dương Nan Địch xưng thần.
Năm 328, chiến tranh giữa hai nước Triệu chính thức nổ ra. Thạch Lặc sai Thạch Hổ mang quân tấn công Bồ Bản. Lưu Diệu tự mang quân đi đánh, đại phá quân Hậu Triệu ở Cao Hầu.
Nhân đà thắng, Diệu mang quân tấn công Lạc Dương của Hậu Triệu. Thạch Lặc đích thân đi cứu, qua bến Diên Tân tới cửa Thành Cao, tập kết toàn quân. Lưu Diệu vây đánh Lạc Dương 4 tháng không hạ được đã mệt mỏi, lại hay rượu nên lúc quân Hậu Triệu tấn công, Lưu Diệu không chống nổi, bị ngã ngựa và bị bắt. Thạch Lặc giết chết Diệu.
Năm 329, Thạch Lặc sai Thạch Sinh tấn công chiếm được Trường An. Tháng 9 năm đó, quân Hậu Triệu công hạ thành cuối cùng của Tiền Triệu là Thượng Khuê, chính thức tiêu diệt Tiền Triệu.

## Lãnh thổ
Sau khi diệt được Tiền Triệu, Hậu Triệu làm chủ hầu hết phương bắc. Khi đó ngoài họ Mộ Dung ở Liêu Đông, Tiền Lương của họ Trương và nước Cửu Trì của họ Dương ở cực tây, tất cả đất đai trung nguyên đã nằm trong quyền kiểm soát của Hậu Triệu.
Đất đai của Hậu Triệu nam tới Hoài Hà, Hán Thủy, đông giáp tới biển, bắc đến Tuy Viễn. Trong các nước Ngũ Hồ. nhà nước Hậu Triệu về lãnh thổ đứng thứ hai, chỉ sau nước Tiền Tần đã từng thống nhất miền Bắc Trung Quốc dưới thời Phù Kiên (337-385).
Khi Thạch Lặc thành lập nhà Hậu Triệu thì kinh đô đặt tại Tương Quốc (襄國, ngày nay là Tân Thái, Hà Bắc), nhưng năm 335 Thạch Hổ đã chuyển kinh đô về Nghiệp Thành (鄴城, ngày nay là Hàm Đan, Hà Bắc), và đây là kinh đô trong toàn bộ phần còn lại trong lịch sử nhà nước này (ngoại trừ ý đồ của Thạch Chi nhằm khôi phục kinh đô tại Tương Quốc).

## Chính quyền Thạch Hổ

### Nền cai trị tàn bạo
Năm 333, Hậu Triệu Minh đế Thạch Lặc chết, thái tử Thạch Hoằng lên ngôi. Em Thạch Lặc là Trung Sơn vương Thạch Hổ (295–349) vốn cho rằng ngôi báu được truyền cho mình, nên khi thấy Hoằng lên ngôi bèn nắm lấy quyền hành, khống chế Hoằng. Hổ buộc Thạch Hoằng phong cho mình tước Ngụy vương, giết chết các mưu sĩ người Hán của Thạch Lặc là Trình Hà, Từ Quang.
Các con của Lặc là Thạch Sinh, Thạch Lãng, Thạch Khôi lần lượt khởi binh chống lại Hổ nhưng không phải là đối thủ của Hổ nên lần lượt bị thất bại và bị giết. Tháng 9 năm 334, Hổ phế truất Thạch Hoằng làm Hải Dương vương, tự lập lên ngôi vua, tức là Hậu Triệu Vũ Đế, dời đô về đất Nghiệp.
Thạch Hổ sống xa hoa, tuyển hàng vạn cung nữ; xây cất cung thất liên miên ở cả Tương Quốc lẫn Nghiệp Thành. Thạch Hổ tàn bạo, tính khí thất thường, giết hại nhiều người. Trong khi đó trong nước lại xảy ra mất mùa mấy năm liền.
Thái tử Thạch Thuý thấy cha hung ác, muốn giết đi để thay ngôi, nhưng việc bị phát giác nên Thuý bị giết. Hổ dùng hai con là Thạch Tuyên và Thạch Thao làm phụ chính coi việc triều đình.

### Chiến tranh với Yên, Tấn
Với tham vọng xâm lược các nước khác, Thạch Hổ xây dựng quân đội lên tới 50 vạn người, trong đó 17 vạn người làm công việc chế tạo tàu thuyền, liên tục cho quân đội tiến hành chiến tranh với Đông Tấn, Tiền Lương, Tiền Yên, bắt hàng vạn nông dân đi lính phải tự mang lương thảo, bò xe, bá tánh bị áp bức chết nhiều vô số. Nhiều vùng đất canh tác bị biến thành nơi săn bắn, làm cho sản xuất nông nghiệp bị phá hoại.
Năm 337, thủ lĩnh người Tiên Ty ở Liêu Đông là Mộ Dung Quan xưng vương, lập ra nước Tiền Yên. Năm 338, Thạch Hổ hợp binh với Tiền Yên đánh họ Đoàn ở đất Tô. Quân Hậu Triệu chiếm được Tô thành, họ Đoàn bỏ chạy. Mộ Dung Quan lui quân. Thạch Hổ trách Tiền Yên không đến hội quân mà tự ý rút lui nên mang quân đi đánh.
Đến tháng 5 năm 338, quân Hậu Triệu hạ được 36 ấp, bao vây Cức Thành. Đánh thành hơn 10 hôm không hạ được, quân Triệu mệt mỏi. Quân Tiền Yên thừa cơ phản công, vây giết hơn 3 vạn quân Hậu Triệu.
Năm 340, Thạch Hổ huy động 50 vạn quân, 4 vạn con ngựa để chuẩn bị đi đánh Yên báo thù. Dân trong nước Hậu Triệu oán thán ngút trời. Mộ Dung Quan không đợi Hậu Triệu động binh xong, mang quân bất ngờ từ ải Ế Ông tiến vào bình nguyên đánh xuống Cao Dương. Quân Yên đốt phá, cướp bóc lương thảo và quân nhu của Triệu rất nhiều. Tướng Triệu giữ Tô Thành là Thạch Quang cố thủ không dám ra đánh. Nhiều kho tàng của Hậu Triệu bị đốt phá, việc phát động chiến tranh lớn của Thạch Hổ không thành.
Nhưng Thạch Hổ vẫn không chịu ngưng chiến, lại muốn động binh đánh cả Yên và Đông Tấn. Ngoài ra, việc xây cất 40 đài quán ở Nghiệp Thành vẫn không ngưng nghỉ, vì thế dân trung nguyên vô cùng cực khổ, nhiều người tự tử trên cây ven đường.
Năm 344, Thạch Hổ trưng tập 100 vạn quân định đánh diệt Đông Tấn. Tuy Hổ sau đó nghe lời can gián bèn thôi khởi đại quân nhưng vẫn tiến hành chiến tranh quy mô nhỏ xâm lấn đất đai của Đông Tấn. Tuy nhiên quân Triệu chỉ hạ được Chu Thành, ngoài ra không thu được thắng lợi nào khác.
Phía tây, tướng Triệu là Ma Thu đi đánh Tiền Lương, cũng bị quân Tiền Lương do Tạ Nghĩa chỉ huy đánh lui.

## Suy vong
Cuối đời Thạch Hổ, các con trai tranh quyền. Thái tử Thạch Tuyên giết Tần công Thạch Thao, Thạch Hổ liền giết Thạch Tuyên.
Chống lại ách áp bức tàn bạo của Thạch Hổ, quân lính đồn trú tại Lương Châu đã nổi dậy khởi nghĩa lực lượng lên đến 10 vạn người và đánh bại quân đồn trú của Thạch Hổ gần thành Lạc Dương.
Sau khi Thạch Hổ chết (349), con nuôi là Thạch Mẫn (Nhiễm Mẫn) và đại tướng Lý Nông thừa cơ khống chế chính quyền, giết Bành Thành vương Thạch Tuân, lập Nghĩa Dương vương Thạch Giám lên ngôi. Nhưng sau đó Thạch Giám sợ Thạch Mẫn lấn át quyền hành nên mưu giết Thạch Mẫn. Vì vậy Nhiễm Mẫn bắt giam Thạch Giám. Nhiễm Mẫn ra lệnh tàn sát thẳng tay các dân tộc thiểu số. Chỉ riêng ở kinh đô Nghiệp Thành có hơn 20 vạn người bị giết. Cuộc tàn sát khiến cho sau đó người Hung Nô bị suy yếu nhanh chóng, không thể phục hồi sức mạnh.
Năm 350, Thạch Mẫn giết Thạch Giám cùng 5 người con và 28 người cháu của Thạch Hổ, giết sạch gia tộc họ Thạch, ban đầu đổi sang họ Lý, sau đổi lại thành họ Nhiễm, tự lập làm hoàng đế, lấy quốc hiệu là Ngụy, sử gọi là Nhiễm Ngụy.
Tân Hưng vương Thạch Chi bèn lên nối ngôi vua Hậu Triệu ở Tương Quốc, được nhiều người Hồ các tộc Hung Nô, Yết, Chi, Khương ủng hộ, mang quân tiến đánh Nghiệp Thành.
Nhiễm Mẫn thấy tình thế bất lợi, bèn bỏ chính sách tàn sát người Hồ. Sau đó Mẫn đem quân giao chiến với Thạch Chi. Nhiễm Mẫn thắng trận, cho quân bao vây Tương Quốc. Thạch Chi liên hợp với vua nước Tiền Yên là Mộ Dung Tuấn, thủ lĩnh người Khương là Diêu Dực Trọng và thủ lĩnh người Chi là Bồ Hồng đang làm thứ sử Ung châu. Nhiễm Mẫn không chống nổi liên quân, quân sĩ bị giết chết rất nhiều, phải rút lui.
Tuy nhiên sau khi Nhiễm Mẫn lui quân, phía Hậu Triệu lại có nội loạn. Đô tướng quân Lưu Hiển của Hậu Triệu làm phản giết Thạch Chi, tự xưng làm hoàng đế. Không lâu sau, Nhiễm Mẫn tấn công hạ Nghiệp thành và giết chết Lưu Hiển.
Cái chết của Thạch Chi đánh dấu sự chấm dứt của nước Hậu Triệu. Miền bắc Trung Quốc tiếp tục mở ra cục diện phân liệt mới.
Nước Hậu Triệu tồn tại tất cả 34 năm, có 7 vua.

## Các vua Hậu Triệu
| Miếu hiệu              | Thụy hiệu                  | Họ tên           | Trị vì               | Niên hiệu                                                                   |
| ---------------------- | -------------------------- | ---------------- | -------------------- | --------------------------------------------------------------------------- |
| Triệu Cao tổ (趙高祖)  | Minh (明)                  | Thạch Lặc 石勒   | 319-333              | Triệu Vương (趙王) 319-328 Thái Hòa (太和) 328-330 Kiến Bình (建平) 330-333 |
| Không                  | Hải Dương vương (海陽王)   | Thạch Hoằng 石弘 | 333-334              | Duyên Hi (延熙) 334                                                         |
| Triệu Thái tổ (趙太祖) | Vũ (武)                    | Thạch Hổ 石虎    | 334-349              | Kiến Vũ (建武) 335-349 Thái Ninh (太寧) 349                                 |
| Không                  | Tiếu vương (譙王)          | Thạch Thế 石世   | 33 ngày năm 349      | Thái Ninh (太寧) 349                                                        |
| Không                  | Bành Thành vương (彭城王)  | Thạch Tuân 石遵  | 183 ngày năm 349     | Thái Ninh (太寧) 349                                                        |
| Không                  | Nghĩa Dương vương (義陽王) | Thạch Giám 石鑒  | 103 ngày năm 349-350 | Thanh Long (青龍) 349-350                                                   |
| Không                  | Tân Hưng vương (新興王)    | Thạch Chi 石祗   | 350-351              | Vĩnh Ninh (永寧) 350-351                                                    |

|                                             |                                             |                                             |                                             |                                             |                                             |  |  |                                   |                                   |                                   |                                   |                                   |                                   |  |  |                                        |                                        |                                        |                                        |                                        |                                        |  |  |                                    |                                    | nhận nuôi                          |                                    |                                    |                                    |  |  |                              |                              |                              |                              |                              |                              |  |  |                                              |                                  |                                  |                                  |                                  |                                  |  |  |  |  |  |  |  |  |  |  |  |  |  |  |  |  |  |  |  |  |  |  |  |  |  |  |  |  |  |  |  |  |  |  |  |  |  |  |  |  |  |  |  |  |
| Triệu Tuyên Đế Thạch Da                     | Triệu Tuyên Đế Thạch Da                     | Triệu Tuyên Đế Thạch Da                     | Triệu Tuyên Đế Thạch Da                     | Triệu Tuyên Đế Thạch Da                     | Triệu Tuyên Đế Thạch Da                     |  |  |                                   |                                   |                                   |                                   |                                   |                                   |  |  |                                        |                                        |                                        |                                        |                                        |                                        |  |  | Triệu Vũ Đế Thạch Bối Da           | Triệu Vũ Đế Thạch Bối Da           | Triệu Vũ Đế Thạch Bối Da           | Triệu Vũ Đế Thạch Bối Da           | Triệu Vũ Đế Thạch Bối Da           | Triệu Vũ Đế Thạch Bối Da           |  |  |                              |                              |                              |                              |                              |                              |  |  |                                              |                                  |                                  |                                  |                                  |                                  |  |  |  |  |  |  |  |  |  |  |  |  |  |  |  |  |  |  |  |  |  |  |  |  |  |  |  |  |  |  |  |  |  |  |  |  |  |  |  |  |  |  |  |  |
| Triệu Tuyên Đế Thạch Da                     | Triệu Tuyên Đế Thạch Da                     | Triệu Tuyên Đế Thạch Da                     | Triệu Tuyên Đế Thạch Da                     | Triệu Tuyên Đế Thạch Da                     | Triệu Tuyên Đế Thạch Da                     |  |  |                                   |                                   |                                   |                                   |                                   |                                   |  |  |                                        |                                        |                                        |                                        |                                        |                                        |  |  | Triệu Vũ Đế Thạch Bối Da           | Triệu Vũ Đế Thạch Bối Da           | Triệu Vũ Đế Thạch Bối Da           | Triệu Vũ Đế Thạch Bối Da           | Triệu Vũ Đế Thạch Bối Da           | Triệu Vũ Đế Thạch Bối Da           |  |  |                              |                              |                              |                              |                              |                              |  |  |                                              |                                  |                                  |                                  |                                  |                                  |  |  |  |  |  |  |  |  |  |  |  |  |  |  |  |  |  |  |  |  |  |  |  |  |  |  |  |  |  |  |  |  |  |  |  |  |  |  |  |  |  |  |  |  |
| Triệu Nguyên Đế Thạch Chu Hạt Chu           | Triệu Nguyên Đế Thạch Chu Hạt Chu           | Triệu Nguyên Đế Thạch Chu Hạt Chu           | Triệu Nguyên Đế Thạch Chu Hạt Chu           | Triệu Nguyên Đế Thạch Chu Hạt Chu           | Triệu Nguyên Đế Thạch Chu Hạt Chu           |  |  |                                   |                                   |                                   |                                   |                                   |                                   |  |  |                                        |                                        |                                        |                                        |                                        |                                        |  |  | Triệu Hiếu Đế Thạch Khấu Mịch      | Triệu Hiếu Đế Thạch Khấu Mịch      | Triệu Hiếu Đế Thạch Khấu Mịch      | Triệu Hiếu Đế Thạch Khấu Mịch      | Triệu Hiếu Đế Thạch Khấu Mịch      | Triệu Hiếu Đế Thạch Khấu Mịch      |  |  |                              |                              |                              |                              |                              |                              |  |  |                                              |                                  |                                  |                                  |                                  |                                  |  |  |  |  |  |  |  |  |  |  |  |  |  |  |  |  |  |  |  |  |  |  |  |  |  |  |  |  |  |  |  |  |  |  |  |  |  |  |  |  |  |  |  |  |
| Triệu Nguyên Đế Thạch Chu Hạt Chu           | Triệu Nguyên Đế Thạch Chu Hạt Chu           | Triệu Nguyên Đế Thạch Chu Hạt Chu           | Triệu Nguyên Đế Thạch Chu Hạt Chu           | Triệu Nguyên Đế Thạch Chu Hạt Chu           | Triệu Nguyên Đế Thạch Chu Hạt Chu           |  |  |                                   |                                   |                                   |                                   |                                   |                                   |  |  |                                        |                                        |                                        |                                        |                                        |                                        |  |  | Triệu Hiếu Đế Thạch Khấu Mịch      | Triệu Hiếu Đế Thạch Khấu Mịch      | Triệu Hiếu Đế Thạch Khấu Mịch      | Triệu Hiếu Đế Thạch Khấu Mịch      | Triệu Hiếu Đế Thạch Khấu Mịch      | Triệu Hiếu Đế Thạch Khấu Mịch      |  |  |                              |                              |                              |                              |                              |                              |  |  |                                              |                                  |                                  |                                  |                                  |                                  |  |  |  |  |  |  |  |  |  |  |  |  |  |  |  |  |  |  |  |  |  |  |  |  |  |  |  |  |  |  |  |  |  |  |  |  |  |  |  |  |  |  |  |  |
|                                             |                                             |                                             |                                             |                                             |                                             |  |  |                                   |                                   |                                   |                                   |                                   |                                   |  |  |                                        |                                        |                                        |                                        |                                        |                                        |  |  |                                    |                                    |                                    |                                    |                                    |                                    |  |  |                              |                              |                              |                              |                              |                              |  |  |                                              |                                  |                                  |                                  |                                  |                                  |  |  |  |  |  |  |  |  |  |  |  |  |  |  |  |  |  |  |  |  |  |  |  |  |  |  |  |  |  |  |  |  |  |  |  |  |  |  |  |  |  |  |  |  |
| Triệu Minh Đế Thạch Lặc 274-319-333         | Triệu Minh Đế Thạch Lặc 274-319-333         | Triệu Minh Đế Thạch Lặc 274-319-333         | Triệu Minh Đế Thạch Lặc 274-319-333         | Triệu Minh Đế Thạch Lặc 274-319-333         | Triệu Minh Đế Thạch Lặc 274-319-333         |  |  |                                   |                                   |                                   |                                   |                                   |                                   |  |  |                                        |                                        |                                        |                                        |                                        |                                        |  |  | Triệu Vũ Đế Thạch Hổ 295-334-349   | Triệu Vũ Đế Thạch Hổ 295-334-349   | Triệu Vũ Đế Thạch Hổ 295-334-349   | Triệu Vũ Đế Thạch Hổ 295-334-349   | Triệu Vũ Đế Thạch Hổ 295-334-349   | Triệu Vũ Đế Thạch Hổ 295-334-349   |  |  |                              |                              |                              |                              |                              |                              |  |  | Ngụy Nguyên Đế Nhiễm Long                    | Ngụy Nguyên Đế Nhiễm Long        | Ngụy Nguyên Đế Nhiễm Long        | Ngụy Nguyên Đế Nhiễm Long        | Ngụy Nguyên Đế Nhiễm Long        | Ngụy Nguyên Đế Nhiễm Long        |  |  |  |  |  |  |  |  |  |  |  |  |  |  |  |  |  |  |  |  |  |  |  |  |  |  |  |  |  |  |  |  |  |  |  |  |  |  |  |  |  |  |  |  |
| Triệu Minh Đế Thạch Lặc 274-319-333         | Triệu Minh Đế Thạch Lặc 274-319-333         | Triệu Minh Đế Thạch Lặc 274-319-333         | Triệu Minh Đế Thạch Lặc 274-319-333         | Triệu Minh Đế Thạch Lặc 274-319-333         | Triệu Minh Đế Thạch Lặc 274-319-333         |  |  |                                   |                                   |                                   |                                   |                                   |                                   |  |  |                                        |                                        |                                        |                                        |                                        |                                        |  |  | Triệu Vũ Đế Thạch Hổ 295-334-349   | Triệu Vũ Đế Thạch Hổ 295-334-349   | Triệu Vũ Đế Thạch Hổ 295-334-349   | Triệu Vũ Đế Thạch Hổ 295-334-349   | Triệu Vũ Đế Thạch Hổ 295-334-349   | Triệu Vũ Đế Thạch Hổ 295-334-349   |  |  |                              |                              |                              |                              |                              |                              |  |  | Ngụy Nguyên Đế Nhiễm Long                    | Ngụy Nguyên Đế Nhiễm Long        | Ngụy Nguyên Đế Nhiễm Long        | Ngụy Nguyên Đế Nhiễm Long        | Ngụy Nguyên Đế Nhiễm Long        | Ngụy Nguyên Đế Nhiễm Long        |  |  |  |  |  |  |  |  |  |  |  |  |  |  |  |  |  |  |  |  |  |  |  |  |  |  |  |  |  |  |  |  |  |  |  |  |  |  |  |  |  |  |  |  |
|                                             |                                             |                                             |                                             |                                             |                                             |  |  |                                   |                                   |                                   |                                   |                                   |                                   |  |  |                                        |                                        |                                        |                                        |                                        |                                        |  |  |                                    |                                    |                                    |                                    |                                    |                                    |  |  |                              |                              |                              |                              |                              |                              |  |  |                                              |                                  |                                  |                                  |                                  |                                  |  |  |  |  |  |  |  |  |  |  |  |  |  |  |  |  |  |  |  |  |  |  |  |  |  |  |  |  |  |  |  |  |  |  |  |  |  |  |  |  |  |  |  |  |
|                                             |                                             |                                             |                                             |                                             |                                             |  |  |                                   |                                   |                                   |                                   |                                   |                                   |  |  |                                        |                                        |                                        |                                        |                                        |                                        |  |  |                                    |                                    |                                    |                                    |                                    |                                    |  |  |                              |                              |                              |                              |                              |                              |  |  |                                              |                                  |                                  |                                  |                                  |                                  |  |  |  |  |  |  |  |  |  |  |  |  |  |  |  |  |  |  |  |  |  |  |  |  |  |  |  |  |  |  |  |  |  |  |  |  |  |  |  |  |  |  |  |  |
|                                             |                                             |                                             |                                             |                                             |                                             |  |  |                                   |                                   |                                   |                                   |                                   |                                   |  |  |                                        |                                        |                                        |                                        |                                        |                                        |  |  |                                    |                                    |                                    |                                    |                                    |                                    |  |  |                              |                              |                              |                              |                              |                              |  |  |                                              |                                  |                                  |                                  |                                  |                                  |  |  |  |  |  |  |  |  |  |  |  |  |  |  |  |  |  |  |  |  |  |  |  |  |  |  |  |  |  |  |  |  |  |  |  |  |  |  |  |  |  |  |  |  |
| Hải Dương Vương Thạch Hoằng 314-333-334-335 | Hải Dương Vương Thạch Hoằng 314-333-334-335 | Hải Dương Vương Thạch Hoằng 314-333-334-335 | Hải Dương Vương Thạch Hoằng 314-333-334-335 | Hải Dương Vương Thạch Hoằng 314-333-334-335 | Hải Dương Vương Thạch Hoằng 314-333-334-335 |  |  | Bành Thành Vương Thạch Tuân ?-349 | Bành Thành Vương Thạch Tuân ?-349 | Bành Thành Vương Thạch Tuân ?-349 | Bành Thành Vương Thạch Tuân ?-349 | Bành Thành Vương Thạch Tuân ?-349 | Bành Thành Vương Thạch Tuân ?-349 |  |  | Nghĩa Dương Vương Thạch Giám ?-349-350 | Nghĩa Dương Vương Thạch Giám ?-349-350 | Nghĩa Dương Vương Thạch Giám ?-349-350 | Nghĩa Dương Vương Thạch Giám ?-349-350 | Nghĩa Dương Vương Thạch Giám ?-349-350 | Nghĩa Dương Vương Thạch Giám ?-349-350 |  |  | Tân Hưng Vương Thạch Chi ?-350-351 | Tân Hưng Vương Thạch Chi ?-350-351 | Tân Hưng Vương Thạch Chi ?-350-351 | Tân Hưng Vương Thạch Chi ?-350-351 | Tân Hưng Vương Thạch Chi ?-350-351 | Tân Hưng Vương Thạch Chi ?-350-351 |  |  | Tiếu Vương Thạch Thế 339-349 | Tiếu Vương Thạch Thế 339-349 | Tiếu Vương Thạch Thế 339-349 | Tiếu Vương Thạch Thế 339-349 | Tiếu Vương Thạch Thế 339-349 | Tiếu Vương Thạch Thế 339-349 |  |  | Ngụy Cao Đế Nhiễm Chiêm 299?-328             | Ngụy Cao Đế Nhiễm Chiêm 299?-328 | Ngụy Cao Đế Nhiễm Chiêm 299?-328 | Ngụy Cao Đế Nhiễm Chiêm 299?-328 | Ngụy Cao Đế Nhiễm Chiêm 299?-328 | Ngụy Cao Đế Nhiễm Chiêm 299?-328 |  |  |  |  |  |  |  |  |  |  |  |  |  |  |  |  |  |  |  |  |  |  |  |  |  |  |  |  |  |  |  |  |  |  |  |  |  |  |  |  |  |  |  |  |
| Hải Dương Vương Thạch Hoằng 314-333-334-335 | Hải Dương Vương Thạch Hoằng 314-333-334-335 | Hải Dương Vương Thạch Hoằng 314-333-334-335 | Hải Dương Vương Thạch Hoằng 314-333-334-335 | Hải Dương Vương Thạch Hoằng 314-333-334-335 | Hải Dương Vương Thạch Hoằng 314-333-334-335 |  |  | Bành Thành Vương Thạch Tuân ?-349 | Bành Thành Vương Thạch Tuân ?-349 | Bành Thành Vương Thạch Tuân ?-349 | Bành Thành Vương Thạch Tuân ?-349 | Bành Thành Vương Thạch Tuân ?-349 | Bành Thành Vương Thạch Tuân ?-349 |  |  | Nghĩa Dương Vương Thạch Giám ?-349-350 | Nghĩa Dương Vương Thạch Giám ?-349-350 | Nghĩa Dương Vương Thạch Giám ?-349-350 | Nghĩa Dương Vương Thạch Giám ?-349-350 | Nghĩa Dương Vương Thạch Giám ?-349-350 | Nghĩa Dương Vương Thạch Giám ?-349-350 |  |  | Tân Hưng Vương Thạch Chi ?-350-351 | Tân Hưng Vương Thạch Chi ?-350-351 | Tân Hưng Vương Thạch Chi ?-350-351 | Tân Hưng Vương Thạch Chi ?-350-351 | Tân Hưng Vương Thạch Chi ?-350-351 | Tân Hưng Vương Thạch Chi ?-350-351 |  |  | Tiếu Vương Thạch Thế 339-349 | Tiếu Vương Thạch Thế 339-349 | Tiếu Vương Thạch Thế 339-349 | Tiếu Vương Thạch Thế 339-349 | Tiếu Vương Thạch Thế 339-349 | Tiếu Vương Thạch Thế 339-349 |  |  | Ngụy Cao Đế Nhiễm Chiêm 299?-328             | Ngụy Cao Đế Nhiễm Chiêm 299?-328 | Ngụy Cao Đế Nhiễm Chiêm 299?-328 | Ngụy Cao Đế Nhiễm Chiêm 299?-328 | Ngụy Cao Đế Nhiễm Chiêm 299?-328 | Ngụy Cao Đế Nhiễm Chiêm 299?-328 |  |  |  |  |  |  |  |  |  |  |  |  |  |  |  |  |  |  |  |  |  |  |  |  |  |  |  |  |  |  |  |  |  |  |  |  |  |  |  |  |  |  |  |  |
|                                             |                                             |                                             |                                             |                                             |                                             |  |  |                                   |                                   |                                   |                                   |                                   |                                   |  |  |                                        |                                        |                                        |                                        |                                        |                                        |  |  |                                    |                                    |                                    |                                    |                                    |                                    |  |  |                              |                              |                              |                              |                              |                              |  |  | Ngụy Vũ Điệu Thiên Vương Nhiễm Mẫn ?-350-352 |                                  |                                  |                                  |                                  |                                  |  |  |  |  |  |  |  |  |  |  |  |  |  |  |  |  |  |  |  |  |  |  |  |  |  |  |  |  |  |  |  |  |  |  |  |  |  |  |  |  |  |  |  |  |